# Agrosfera
Agrosfera es un programa español de televisión emitido por La 2 de TVE desde 1997.

## Formato
Espacio divulgativo, que hace repaso a la actualidad de interés sobre agricultura, pesca, ganadería y en general el mundo rural español. Incluye noticias, reportajes y entrevistas.

## Equipo
Desde su estreno, hasta junio de 2008, el programa estuvo dirigido y presentado por la periodista Lourdes Zuriaga. Desde el 4 de octubre de 2008 fue relevada por Elena Carretero en la dirección y María San Juan en la presentación. En 2009, se produce un nuevo cambio con la llegada de Paz Cámara, en ambas responsabilidades. Estuvo acompañada frente a la pantalla por Sergio Gómez.  El 15 de septiembre de 2012  Sandra Sutherland sustituyó a Paz Cámara al frente del programa, permaneciendo Gómez en el equipo. Desde 2020 Sergio Gómez es el actual director y  presentador del programa.